# Шалікіанткарі
Шалікіанткарі (груз. შალიკიანთკარი) — село в Грузії.
За даними перепису населення 2014 року в селі проживає 62 особи.